# Jan Winnicki

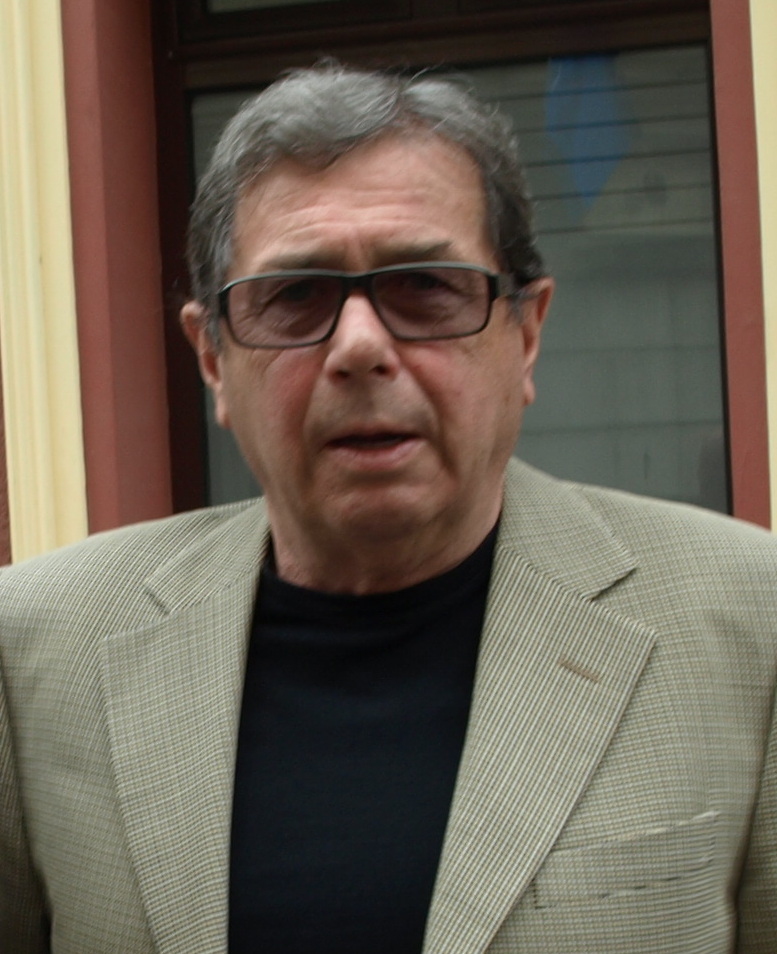
Janusz Gajos, 2012 r.

Jan Winnicki – postać filmowa odgrywana przez Janusza Gajosa w serialu Alternatywy 4, wyreżyserowanym przez Stanisława Bareję. 
Jan Winnicki to najważniejsza „figura” w bloku, wysoki działacz partyjny, stąd bogaty człowiek, któremu po odejściu od żony – romansującej Wiesi – przyszło wyprowadzić się z pięknej willi do nowo powstałego budynku wielokondygnacyjnego na Ursynowie. Dom pozostawił żonie, zabrał jedynie drobiazgi, m.in. dzieła sztuki i meble w stylu Biedermeier. Jego mieszkanie jest duże, luksusowo wyposażone i urządzone z przepychem, znajdują się w nim antyki i wiele obrazów, m.in. Bitwa pod Grunwaldem Matejki i dzieła Malczewskiego. Samo znalezienie lokum odbywa się tak, jak na aktywistę partyjnego przystało, kosztem innych – w zamian za talony na samochód (Fiat Mirafiori dla prezesa i „sportowy wózek” dla syna prezesa) prezes spółdzielni przyznaje mu mieszkanie Cichockiego. W oczach mieszkańców jest przedstawicielem władzy z ludzką twarzą. Opowiada lokatorom nieprawomyślne dowcipy, pozwala na korzystanie z własnego telefonu działaczowi opozycji, profesorowi Rozwadowskiemu. Ma zawsze pełną lodówkę, telewizor na baterie i chętnie się tym dzieli, pod warunkiem jednak, że nie zakłóca to jego spokoju. Chętnie popiera różne inicjatywy, a swój punkt widzenia zmienia w zależności od zaistniałych okoliczności i osób, z którymi właśnie dyskutuje. Dużo obiecuje, mało daje. Jest hipokrytą, który co innego opowiada współmieszkańcom, a co innego na antenie telewizyjnej. W sytuacji trudnej (brak ogrzewania zimą w bloku) wyprowadza się do byłej żony pozostawiając lokatorów z problemem do rozwiązania.
Po udzieleniu kontrowersyjnej wypowiedzi w telewizji o zaprzestaniu produkcji mięsa na okres trzech lat, został zesłany na polityczną banicję do Hondurasu.
W serialu ważną rolę odgrywa również wizytówka Winnickiego, na której widnieje wyłącznie jego imię i nazwisko – wszyscy wiedzą, jak ważna jest to osoba, inne informacje są zbyteczne. 
Postać Winnickiego oraz jego mieszkanie w bloku przy ul. Alternatywy 4 jest również wspomniane w innym serialu Stanisława Barei – „Zmiennicy”, a konkretnie w 12. odcinku pt. Obywatel Monte Christo. Pod koniec odcinka do mieszkania Winnickiego włamuje się złodziejaszek Ksywa (postać grana przez Jana Kobuszewskiego) i kradnie część przedmiotów, jak okazało się później, należących do byłego towarzysza Winnickiego (jak go określił jeden z urzędników prowadzących spis przedmiotów znajdujących się w mieszkaniu) i przeznaczonych na licytację w związku z wyjazdem Winnickiego z Polski. Mieszkanie ostatecznie zostało zamurowane.